# 懐かしい未来〜longing future〜
『懐かしい未来〜longing future〜』（なつかしいみらい ロンギングフューチャー）は、チベット族中国人女性歌手、alanの日本における3rdシングル。

## 解説
- 2008年7月2日にavex traxよりリリースされた。DVD付き版あり。
- 「地球を創る5大要素」をテーマされた5ヶ月連続シングルリリース第1弾として、本作のテーマは「地」である。
- ニューヨークを拠点に活動している坂本龍一のプロデュースで、リード曲はNHK地球エコプロジェクト“SAVE THE FUTURE 2008”のイメージソングになった。同番組で、坂本がalanに「戦場のメリークリスマス」を弾いて聴かせている姿が全国に放送され、彼女はグランドフィナーレで歌唱した。SAVE THE FUTURE 2009や2010でも、引き続きイメージソングに採用。
- NHKがエコ活動の普及のため、全面的にバックアップするテーマソングとなっている。
- このCDの収益の一部はユニセフに寄付されている。
- 所属するエイベックスの夏のイベント“a-nation'08”に新人枠で8回中7回出場し、『RED CLIFF〜心・戦〜』や本曲を歌っている[1]。
- 本CDの生産・流通・販売により排出された二酸化炭素は、高知県檮原町の「more treesの森」により、カーボンオフセットされる。

## カバー
- 大貫妙子がベストアルバム『palette』でカバーしている。また、カバー版はラジオ番組『大貫妙子 懐かしい未来』のテーマ曲。

## 収録曲

### CD
1. 懐かしい未来 〜longing future〜
作詞：大貫妙子　作曲：菊池一仁　編曲：中野雄太
2. Seed of Green
作詞：Kenn Kato　作曲：菊池一仁　編曲：ats-
3. 合唱 [懐かしい未来 〜longing future〜]
アーティスト：杉並児童合唱団
4. 懐かしい未来 〜longing future〜 (Instrumental)
5. Seed of Green (Instrumental)

### DVD
1. 懐かしい未来 〜longing future〜 (Music Clip)
2. Seed of Green (Image Clip)